# Hyundai Stargazer
Der Hyundai Stargazer ist ein siebensitziger kompakter Van des südkoreanischen Autoherstellers Hyundai Motor Company. Er wird in Indonesien seit 2022 bei Hyundai Motor Manufacturing Indonesia (HMMI) in Cikarang vornehmlich für den dortigen Markt produziert. Der Öffentlichkeit wurde der Stargazer am 11. August 2022 auf der 29. Gaikindo Indonesia International Auto Show präsentiert. Eine überarbeitete Version der Baureihe wurde am 23. Juli 2025 vorgestellt. Fortan wird das Modell als Hyundai Stargazer Cartenz vermarktet.

## Übersicht
Angetrieben wird der Stargazer von einem 1,5-Liter-Ottomotor, der 115 PS (85 kW) leistet und ein maximales Drehmoment von 147 Nm auf die Vorderräder überträgt. Als Getriebe gibt es ein 6-Gang-Schaltgetriebe oder ein CVT-Getriebe. Serienmäßig hat der Hyundai Stargazer 15-Zoll-Räder mit 185/65-R15-Reifen, in höheren Ausstattungsvarianten sind auch 16-Zoll-Räder mit 205/55-R16-Reifen erhältlich.
Der Van ist für den indonesischen Markt in vier Ausstattungsstufen erhältlich: Active, Trend, Style und Prime.
Der Hyundai Stargazer konkurriert in Indonesien mit Fahrzeugen wie dem Mitsubishi Xpander, dem Suzuki Ertiga oder dem Toyota Avanza.

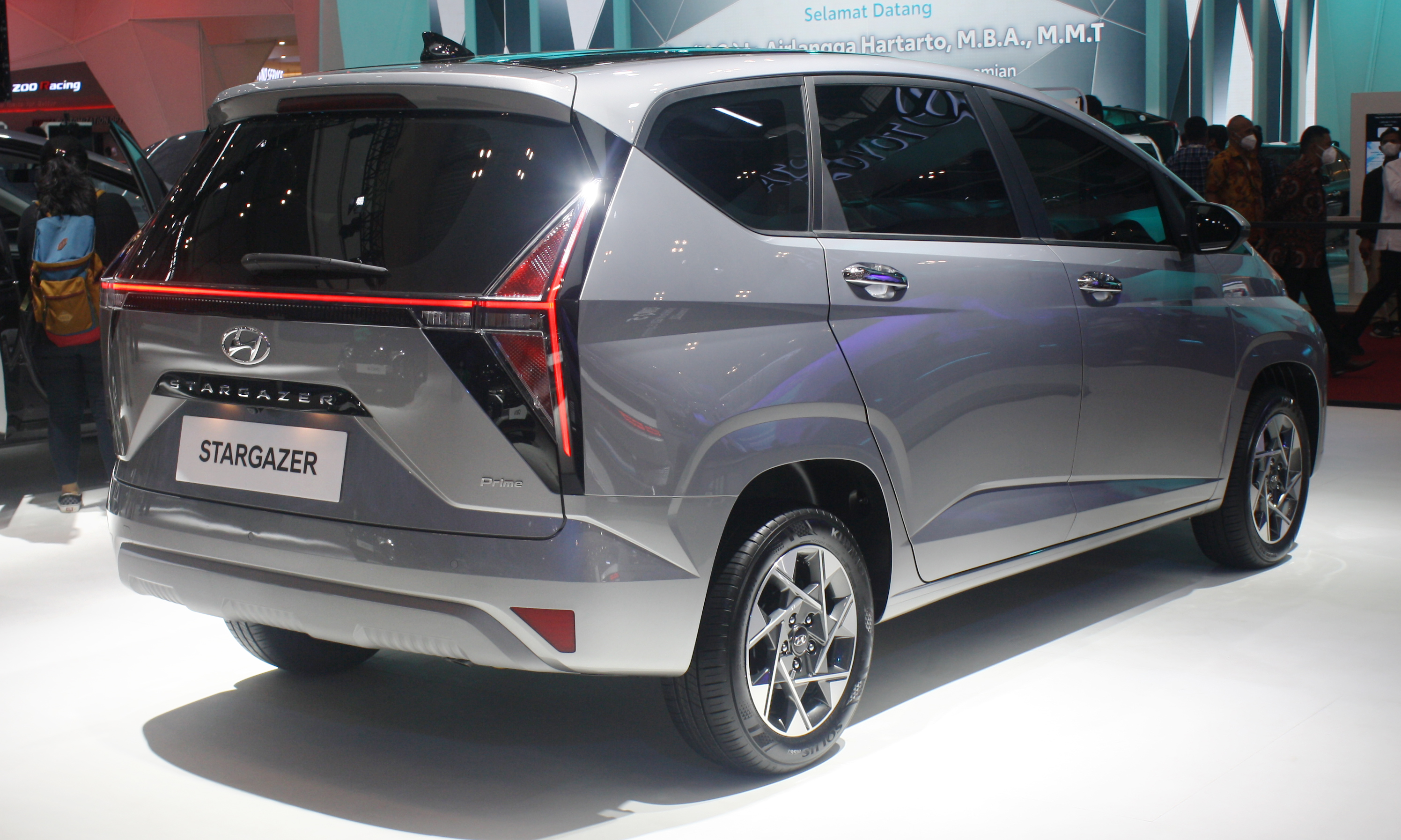
Heckansicht
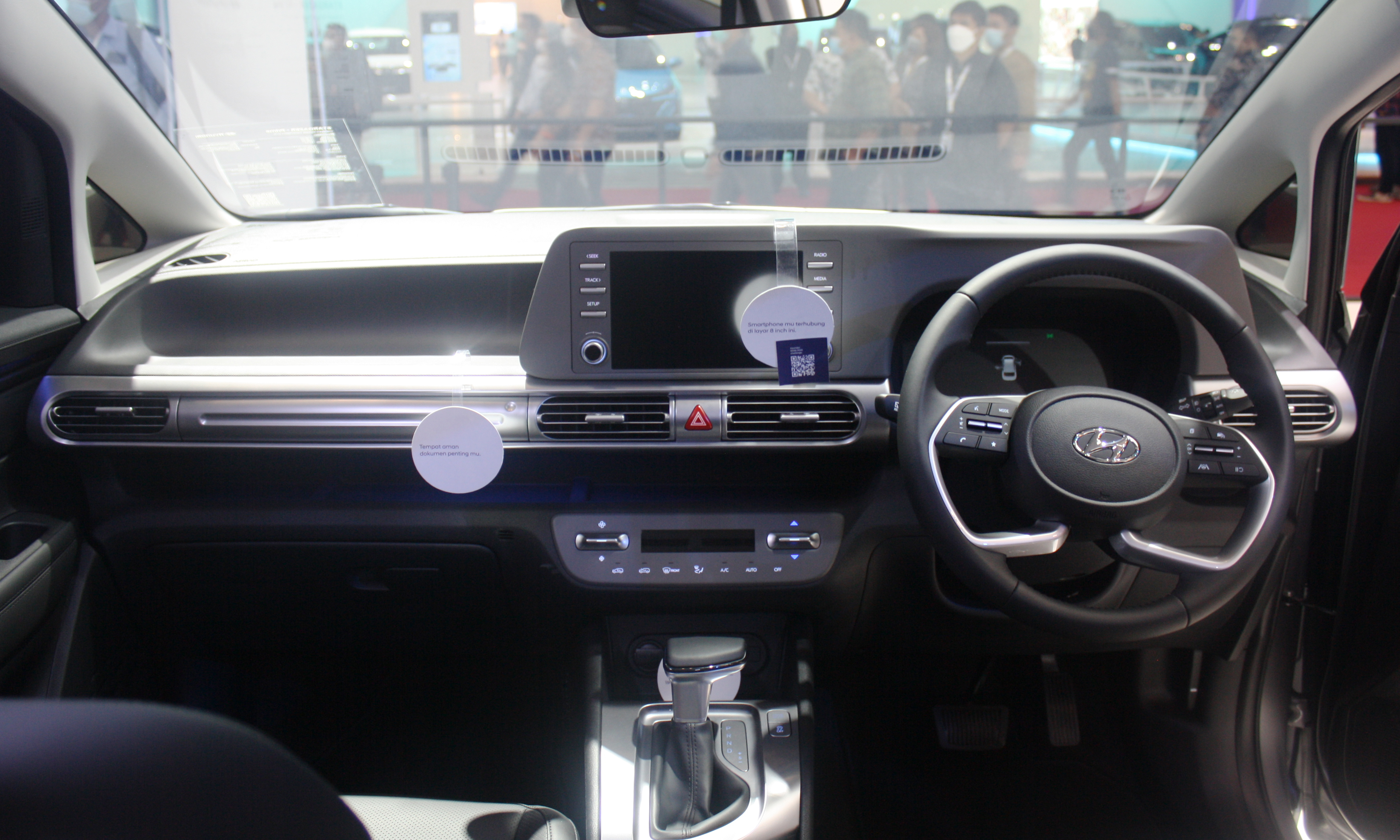
Innenraum